# Escuelas Públicas de Lincoln Park (Míchigan)
Las Escuelas Públicas de Lincoln Park (Lincoln Park Public Schools) es un distrito escolar de Míchigan. Tiene su sede en Lincoln Park. El consejo escolar tiene un presidente, un vicepresidente, un secretario, un tesorero, y tres miembros. Gestiona siete escuelas primarias, una escuela media, y una escuela preparatoria (Lincoln Park High School).